# Ямагата (префектура)
Ямага́та (яп. 山形県 Ямагата-кэн, букв. «в форме горы») — префектура, расположенная в регионе Тохоку на острове Хонсю, Япония.  Площадь префектуры составляет 9323,46 км², население — 1 131 667 человек (1 августа 2014), плотность населения — 121,38 чел./км². Административный центр префектуры — город Ямагата.

## География
Граничит на севере с префектурой Акита, на востоке с префектурой Мияги, на юге с префектурами Фукусима и Ниигата. На западе находится Японское море. Большая часть территории — гористая. На востоке с севера на юг раскинулись горы Оу, горы Дэва и Асахи проходят вдоль западного побережья. Крупная река Могами протекает между горных массивов в сторону севера, затем сворачивая на запад, впадает в Японское море недалеко от Сакаты.

## История
Являлась частью провинции Дэва, к окончанию периода Хэйан попала под власть семьи Фудзивара. Долгое время была разделена на несколько владений, современную форму и название получила в 1876 году после реставрации Мэйдзи.

## Административно-территориальное деление
В префектуре Ямагата расположено 13 городов и 8 уездов (19 посёлков и три села).

### Города
Список городов префектуры:
| - Йонедзава; - Каминояма; - Мураяма; - Нагаи; | - Нанъё; - Обанадзава; - Сагаэ; - Саката; | - Синдзё; - Тендо; - Хигасине; - Цуруока; - Ямагата. |

### Уезды
Посёлки и сёла по уездам:
| - Хигасимураяма; - Накаяма; - Яманобе; - Нисимураяма; - Асахи; - Кахоку; - Нисикава; - Оэ; - Китамураяма; - Оисида; | - Могами; - Канеяма; - Мамурогава; - Могами; - Окура; - Сакегава; - Тодзава; - Фунагата; - Хигасиокитама; - Каваниси; - Такахата; | - Нисиокитама; - Ииде; - Огуни; - Сиратака; - Хигаситагава; - Микава; - Сёнай; - Акуми; - Юдза; |

## Символика
Эмблема префектуры была утверждена 21 августа 1967 года. На ней изображены три треугольника, представляющие горы префектуры. Острые концы треугольников символизируют рост и развитие префектуры. Флаг префектуры создали 26 марта 1963 года.
31 марта 1982 года были утверждены цветок, дерево, птица и животное префектуры: сафлор красильный, вишня, мандаринка и японский серау. В марте 1992 года рыбой префектуры выбрали симу.